# Spring nicht
Spring nicht è un singolo del 2007 della band tedesca Tokio Hotel, estratto dal secondo album in lingua tedesca Zimmer 483. In Germania ha raggiunto la terza posizione della classifica dei singoli. 
La versione in inglese del brano, intitolata Don't Jump, è stata estratta l'anno successivo come quarto singolo dall'album d'esordio internazionale Scream.

## Musica e testo
Spring nicht è una canzone scritta per incoraggiare i giovani a trovare altre soluzioni ai loro problemi invece che tentare il suicidio. Nonostante il trambusto che il video ha generato, il cantante principale Bill Kaulitz, che è coautore della canzone, ha affermato che non ha mai pensato al suicidio.

## Video musicale
Il video è stato girato nei pressi della periferia di Berlino. I produttori hanno deciso di inserire una "divisione delle parti" da interpretare piuttosto insolita: infatti, il cantante Bill Kaulitz ha dovuto interpretare due parti diverse.
Il significato della canzone è racchiuso nella preghiera che un amico rivolge ad un ragazzo che vuole buttarsi. Il più delle volte però viene anche dato un diverso significato: la preghiera può essere rivolta ad un "io" passato e alle proprie esperienze. Per questo sono andati incontro ad entrambe le "versioni", facendo interpretare al giovane cantante entrambe le parti.
Il video è ambientato durante la notte e si apre con un Bill Kaulitz, triste e solo, che sale su un palazzo e fissa il vuoto sotto di lui, deciso a lanciarsi. Nello stesso istante, i Tokio Hotel e l'altro Bill iniziano a suonare e ad innalzare la melodia che descrive lo stato d'animo del ragazzo.
Ad un certo punto si vedono delle persone ai piedi dell'edificio, tra le quali una ragazza che vede una lacrima caduta degli occhi del ragazzo infrangersi su una macchina. Restano tutti a guardare mentre l'altro Bill è l'unico che corre contro il tempo per fermarlo, nonostante debba riprendere fiato nel salire le scale.
Sul tetto i due Bill si guardano e una terza versione di Bill (identica a quella del ragazzo che vuole suicidarsi) cammina via al sicuro attraversando il corpo del secondo Bill, mentre quella originale cade giù dal tetto e il Bill che voleva salvarlo scompare, rendendo poco chiaro se qualcuno si è dato la morte o meno.
Questo è l'unico video in cui Bill può essere visto senza il suo usuale trucco (tranne qualche immagine nel video An deiner Seite).
Nonostante le critiche che vollero vedervi un'esortazione al suicidio, il video ha raggiunto un buon successo nelle classifiche.
Del resto, come dichiarato dallo stesso Kaulitz, Spring nicht non è un inno alla morte ma alla vita e all'amicizia. E nonostante il finale che potrebbe portare ad un'incompatibilità di pensiero, vuole essere una forma di invito a riflettere prima di lasciarsi andare. 

## Tracce
CD maxi single - Spring nicht
1. Spring nicht (single version) - 4:08
2. Reden (Unplugged video)

CD maxi single - Spring nicht
1. Spring nicht (single version) - 4:08
2. Spring nicht (Robots to Mars Remix) - 3:25
3. In die Nacht - 3:19
4. 483 Tourproben Outtakes - 2:00
5. Tokio Hotel Mediaplayer
6. Bildergalerie

DVD single - Spring nicht
1. Spring nicht (music video) - 4:08
2. Spring nicht (making of the video) - 8:03
3. Stick ins Glück (Unplugged "Tourproben" video) - 4:07
4. Wir sterben neimals aus (Unplugged "Tourproben" Video) - 2:56
5. Studioführung Bill & Tom (video) - 5:03

CD single - Don't Jump
1. Don't Jump - 4:09
2. Geh - 4:22

## Classifiche
Spring nicht
| Classifica (2007) | Posizione massima |
| ----------------- | ----------------- |
| Austria           | 7                 |
| Danimarca         | 10                |
| Francia           | 9                 |
| Germania          | 3                 |
| Svizzera          | 21                |

Don't Jump
| Classifica (2008) | Posizione massima |
| ----------------- | ----------------- |
| Belgio (Fiandre)  | 39                |
| Pesi Bassi        | 22                |